# 秀丽海桐
秀丽海桐（学名：Pittosporum pulchrum）为海桐花科海桐花属下的一个种。

## 扩展阅读
- 維基物種上的相關：秀丽海桐